# Gelon (Usbekistan)
Gelón (usbekisch Gelon / Гелон) ist eine Siedlung urbanen Typs im Bezirk Shahrisabz der Viloyat Qashqadaryo der Republik Usbekistan.
Die Siedlung wurde 1305 gegründet. Die Einwohner des Dorfes pflegen noch immer alte Bräuche und Lebensweisen. Bis Mitte 2018 konnten ausländische Touristen dieses Dorf aufgrund besonderer Regelungen für grenznahe Orte nicht besuchen.

## Geographie
Gelon liegt im südlichen Teil Usbekistans im Kaschkadarja-Becken, am Westhang des Pamir-Alai-Gebirges.
Das Gebiet liegt an der Grenze zwischen Usbekistan und Tadschikistan, 80 Kilometer von Shahrisabz entfernt. Die Siedlung ist von allen Seiten von hohen Bergen umgeben und erreicht im Osten eine Höhe von mehr als 4000 Metern.
Gelon ist eines der höchstgelegenen Bergdörfer in Usbekistan und nur über einen Bergschotterweg mit zahlreichen Serpentinen zu erreichen. Das Klima ist kontinental, trocken und stellenweise subtropisch.

## Bevölkerung
Die Bevölkerung des Dorfes beträgt 5834 Personen (2019).
Ethnische Zusammensetzung: Tadschiken – 5831 Personen, Usbeken – 3 Personen (Stand 12. Dezember 2019).

## Sehenswürdigkeiten
In der Nähe des Dorfes befinden sich der Berg Hazrati Sultan sowie der Staudamm und Stausee Hisorak Suv Ombori.